# 宇和海展望タワー
宇和海展望タワー（うわかいてんぼうタワー）は、愛媛県南宇和郡愛南町の建造物である。南予レクリエーション都市公園内に位置している。正式名称は第3号南予レクリエーション都市公園 宇和海展望タワー。

## 概要
- 南予レクリエーション都市の一環として1977年8月10日[3]に愛媛県南宇和郡御荘町（当時）の馬瀬山公園にて完成した。
- 県などが出資する第三セクター[4]として、高さ110メートル（展望は86.5メートル[3]）、回転昇降式で、展望室に360度で御荘湾・宇和海のリアス式海岸・馬瀬山公園の光景が見える。
- 展望室はドーナツ形で、直径は約6.7メートル、高さは約6.5メートル、定員は65人[4]で、営業時間は9時20分から16時40分までで、年末年始は除く[4]。

## 歴史
- 2016年2月14日16時20分ごろ、回転昇降式展望室が、機器の異常により、100メートル地点で停止、18時50分ごろ乗客らを降ろした。客3人と男性乗務員がいたが、けがはなかった[4]。3月8日に展望室のブレーキを動かす電気回路の故障が原因であることを発表、部品交換などの再発防止を講じ了解が得られた。3月9日に営業を再開[5]。
- 2019年7月8日に、巨大地震に対し耐震基準を満たしていないことが判明、9日から運航を休止する[6]。再開のめどは立っていなかったが、2023年2月に南レクの公園再編のため、こども動物園と共に撤去する予定[7]。